# Juan José Villegas Mañé
Juan José Villegas Mañé (Montevideo, 3 de enero de 1931 - 12 de mayo de 2007) sacerdote jesuita uruguayo, doctor en historia de la iglesia, especializado en América Latina y el Uruguay.

## Datos biográficos
Ingresó en la Compañía de Jesús en 1952. Realizó sus estudios de filosofía y teología en Argentina y Holanda, donde fue ordenado sacerdote en la iglesia de San Gervasio, en Maastricht.
Realizó sus estudios de Historia en la Universidad de Colonia (Alemania) y obtuvo el Doctorado en 1971. Su tutor académico fue el prestigioso historiador alemán profesor doctor Richard Konetzke. Su tesis se tituló Die Durchführung der Beschlüsse des Konzils von Trient in del Kirchen-provinz Peru: 1564-1600. Die Bischöfe und die Reform der Kirche (Dissertation, Köln, 1971, 375 pp.).
Fue profesor de Historia de la Iglesia en América Latina y en Uruguay, durante 30 años en el Instituto Teológico del Uruguay y en la Facultad de Teología "Monseñor Mariano Soler", que nació del citado Instituto.
Ocupando la cátedra de Historia Americana Colonial, fue profesor fundador del Departamento de Historia del Instituto de Filosofía, Ciencias y Letras (Universidad Católica del Uruguay Dámaso Antonio Larrañaga a partir de 1985). Ejerció la docencia en ambas instituciones desde 1975 hasta 1990 y fue director del Departamento de Estudios e Investigación en Historia Americana.
Era miembro de número del Instituto Histórico y Geográfico del Uruguay; Socio Fundador del Instituto de Estudios Genealógicos del Uruguay; y miembro correspondiente de la Real Academia de la Historia, de España.
Fue también Vicepostulador de la causa de beatificación de Jacinto Vera (1813-1881), obispo de Montevideo, muerto el 6 de mayo de 1881.